# 북미자유무역협정

북미 자유 무역 협정의 기

북미 자유 무역 협정 로고

북미자유무역협정(北美自由貿易協定, 영어: North American Free Trade Agreement; NAFTA, 프랑스어: Accord de libre-échange nord-américain; ALÉNA, 스페인어: Tratado de Libre Comercio de América del Norte; TLCAN)은 캐나다, 멕시코, 미국 정부 사이에서 1992년에 체결된 자유 무역 협정이다. 1994년 1월부터 캐나다-미국 자유 무역 협정이 확대 개편되면서 발효됐다. 북미 자유 무역 협정은 세계에서 가장 큰 무역 블록 중 하나이며, 인구 471,964,016명에 이르는 단일시장이다. 북미 자유 무역 협정은 북미환경협력협정(NAAEC)과 북미노동협력협정(NAALC)이라는 2가지 보충협정을 가지고 있다.

## 같이 보기
- 자유 무역 협정(FTA)
- 캐나다 미국 자유 무역 협정(영어판)
- 미국-멕시코-캐나다 협정